# گامون کای
گامون کای (انگلیسی: Gamon Kaai؛ زادهٔ ۲۴ مهٔ ۱۹۷۵) بازیگر، ''tarento''، شیوه روایت، مجری تلویزیون، طبل‌زن اهل ژاپن است.